# Buddelundiella biancheriae
Buddelundiella biancheriae är en kräftdjursart som beskrevs av Alessandro Brian 1954. Buddelundiella biancheriae ingår i släktet Buddelundiella och familjen Buddelundiellidae. Inga underarter finns listade i Catalogue of Life.